# Robert A. Young

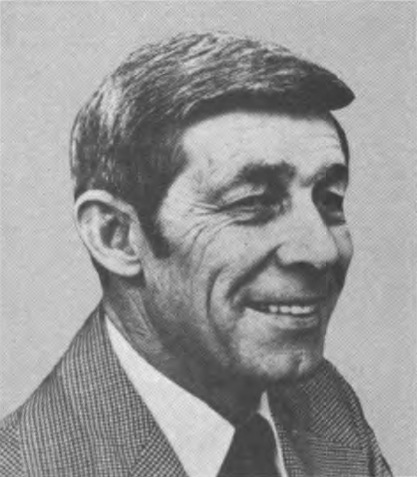
Robert A. Young, 1981

Robert Anton Young III (* 22. November 1923 in St. Louis, Missouri; † 17. Oktober 2007 in St. Ann, Missouri) war ein US-amerikanischer Politiker. Zwischen 1977 und 1987 vertrat er den Bundesstaat Missouri im US-Repräsentantenhaus.

## Werdegang
Robert Young besuchte die Schulen in Vinita Park. Im Jahr 1941 absolvierte er die Normandy High School in St. Louis. Während des Zweiten Weltkrieges diente er zwischen 1943 und 1945 in der US Army. Nach dem Krieg begann er als Mitglied der Demokratischen Partei eine politische Laufbahn. Zwischen 1957 und 1961 war Young Abgeordneter im Repräsentantenhaus von Missouri, ehe er von 1963 bis 1976 dem Staatssenat angehörte. Zwischen 1952 und 1976 war er Delegierter auf allen regionalen Demokratischen Parteitagen; von 1960 bis 1992 nahm er an neun Democratic National Conventions teil.
Bei den Kongresswahlen des Jahres 1976 wurde Young im zweiten Wahlbezirk von Missouri in das US-Repräsentantenhaus in Washington, D.C. gewählt, wo er am 3. Januar 1977 die Nachfolge von James W. Symington antrat. Nach vier Wiederwahlen konnte er bis zum 3. Januar 1987 fünf Legislaturperioden im Kongress absolvieren. Dort war er Mitglied in verschiedenen Ausschüssen, darunter der Ausschuss für Wissenschaft und Technologie. Im Jahr 1986 unterlag er dem Republikaner Jack Buechner.
Nach seinem Ausscheiden aus dem Kongress blieb Robert Young an der Politik auf regionaler Ebene interessiert, höhere Ämter bekleidete er jedoch nicht mehr. Er starb am 17. Oktober 2007 in St. Ann. Bereits seit 1988 trägt ein Bundesgebäude in St. Louis als Würdigung seiner Verdienste den Namen „Robert A. Young Federal Building“.